# CLECL1
CLECL1 (англ. C-type lectin like 1) – білок, який кодується однойменним геном, розташованим у людей на 12-й хромосомі. Довжина поліпептидного ланцюга білка становить 167 амінокислот, а молекулярна маса — 19 115.
| 10         |  | 20         |  | 30         |  | 40         |  | 50         |
| ---------- |  | ---------- |  | ---------- |  | ---------- |  | ---------- |
| MVSNFFHVIQ |  | VFEKSATLIS |  | KTEHIGFVIY |  | SWRKSTTHLG |  | SRRKFAISIY |
| LSEVSLQKYD |  | CPFSGTSFVV |  | FSLFLICAMA |  | GDVVYADIKT |  | VRTSPLELAF |
| PLQRSVSFNF |  | STVHKSCPAK |  | DWKVHKGKCY |  | WIAETKKSWN |  | KSQNDCAINN |
| SYLMVIQDIT |  | AMVRFNI    |  |            |  |            |  |            |

A: Аланін

C: Цистеїн

D: Аспарагінова кислота

E: Глутамінова кислота

F: Фенілаланін

G: Гліцин

H: Гістидин

I: Ізолейцин

K: Лізин

L: Лейцин

M: Метіонін

N: Аспарагін

P: Пролін

Q: Глутамін

R: Аргінін

S: Серин

T: Треонін

V: Валін

W: Триптофан

Білок має сайт для зв'язування з лектинами. 
Локалізований у клітинній мембрані, мембрані.